# Juana Molina
Juana Rosario Molina (sinh ngày 1 tháng 10 năm 1961) là một ca sĩ, nhạc sĩ và diễn viên người Argentina, sống và làm việc tại Buenos Aires. Cô được biết đến với âm thanh đặc biệt của mình, được coi là folktronica, mặc dù nó cũng được mô tả là ambient, thử nghiệm, neofolk, chill-out, indietronica, psychedelic, indie pop, và nhạc dân gian progressive.
Là con gái của ca sĩ tango Horacio Molina và nữ diễn viên Chunchuna Villafañe, cô nổi tiếng với vai trò là một nữ diễn viên hài phác họa vào những năm 1990, đầu tiên là khách mời trong các chương trình khác nhau và vào năm 1991 với chương trình riêng của cô, Juana y sus hermanas. Ở đỉnh cao của sự nổi tiếng, cô từ bỏ công việc là một nữ diễn viên để theo đuổi sự nghiệp âm nhạc. Album đầu tay của cô, Rara, sau đó đã được phát hành vào năm 1996, và được chỉ trích bởi các nhà phê bình địa phương đã phẫn nộ rời khỏi truyền hình. Từ bỏ những lời chỉ trích, cô chuyển đến Los Angeles, nơi âm nhạc của cô được đón nhận tốt hơn, và cô làm quen với các nhạc cụ điện tử. Sau đó, cô quay trở lại Buenos Aires để sản xuất album thứ hai, Segundo, kết hợp các yếu tố âm thanh mà cô đã học được. Mỗi một trong những album sau đây của cô đã thêm một sự phức tạp mới vào âm nhạc của cô, được đặc trưng bởi các vòng lặp âm thanh và âm thanh điện tử.
Bất chấp phản ứng tiêu cực ban đầu đối với âm nhạc của cô ở quê nhà, các nhà phê bình âm nhạc đã liên tục bảo vệ các tác phẩm của Molina, ca ngợi âm nhạc và thử nghiệm của cô. Vào năm 2013, El País đã viết, "cô ấy đã tự khẳng định mình là ngôi sao của âm thanh tiên phong của đất nước mình trên thế giới." Viết cho The Guardian, Robin Denselow gọi cô là "Nữ hoàng lạnh lùng một thời của Latin" và đã viết: "Molina đã xây dựng một lực lượng người hâm mộ toàn cầu với tư cách là một trong những nhạc sĩ thử nghiệm nhiều nhất ở Argentina."